# Tage Erlander
Tage Fritjof Erlander (Ransäter, 13 giugno 1901 – Huddinge, 21 giugno 1985) è stato un politico svedese.
È stato leader del Partito Socialdemocratico Svedese. Con 23 anni in carica come primo ministro svedese, Tage Erlander è il capo del governo tra tutte le democrazie parlamentari del mondo, che è stato in carica più a lungo in una successione ininterrotta. Erlander è stato membro del Riksdag svedese (1932–1973) nella Seconda Camera.
È stato ministro di Stato della Svezia dal 6 ottobre 1946 al 14 ottobre 1969. Salendo al governo di coalizione della seconda guerra mondiale nel 1944, Erlander è salito inaspettatamente alla leadership dopo la morte del primo ministro Per Albin Hansson nel mese dell'ottobre 1946. Il mantenimento della posizione del partito socialdemocratico come il partito dominante in campagna. Noto per la sua moderazione, pragmatismo e autoironia, Erlander ha contrastato la richiesta dell'approvazione da parte dell'opposizione liberal-conservatore per le sue politiche, di fatto, lasciando cadere tutte le pretese di larga scala nazionale pur introducendo riforme come le assicurazioni sanitarie, integrazioni delle pensioni universali e un pubblico sempre più di settore a corto di aumentare i livelli fiscali al di sopra dei livelli medi dell'OCSE. Fino al 1960, le imposte sul reddito sono state inferiori in Svezia rispetto a quelle negli Stati Uniti.
Per la maggior parte del suo periodo al potere, Erlander ha guidato un governo di minoranza con i socialdemocratici. Dal 1951 al 1957, ha guidato invece una coalizione con la Lega degli Agricoltori nel 1960. I socialdemocratici hanno ottenuto un voto di maggioranza alla camera alta per la maggior e questo ha permesso a Erlander di rimanere al potere dopo le elezioni legislative del 1956, quando i partiti di destra hanno ottenuto un voto di maggioranza. Le elezioni anticipate nel 1958 hanno poi invertito questo risultato.
In politica estera, inizialmente ha cercato un'alleanza dei paesi nordici, ma senza successo, invece del mantenimento della neutralità stretta. La Svezia ebbe le forze armate più impressionanti al mondo (superata solo dagli Stati Uniti, Unione Sovietica e Israele in termini di spesa), rendendo la Svenska flygvapnet la terza più grande del mondo, mentre in ultima analisi, respinse la capacità nucleare, con la firma del trattato di non proliferazione nucleare nel 1968. Il mandato di Erlander coincise con l'espansione economica svedese dopo la seconda guerra mondiale in Svezia, nota come gli anni record, in cui la Svezia ha visto la sua economia crescere come uno dei dieci paesi più forti al mondo, e successivamente entrando nel G10.
Nelle elezioni legislative del 1968, ha conseguito la sua settima vittoria e il maggior successo, con i socialdemocratici ottenendo un voto a maggioranza assoluta popolare alla camera bassa. Erlander si dimise l'anno successivo durante un processo di grande riforma costituzionale e gli successe il suo protetto di lunga data e amico Olof Palme.

## Biografia
Nato a Ransäter, Contea di Värmland, era figlio del maestro di scuola Erik Gustaf Erlander (1859-1936). Il padre aveva inizialmente avuto il cognome di Andersson, ma aveva cambiato in quello Erlander, dopo che suo padre, aveva avuto il nome di Erland. Sua madre era Alma, nata Nilsson (1869-1961). Da parte di sua nonna, Erlander ebbe discendenza dai Finlandesi della Foresta, che hanno migrato a Värmland dalla provincia finlandese di Savo nel XVII secolo. Come studente all'Università di Lund è stato fortemente coinvolto nella politica studentesca e ha incontrato molti studenti radicali. Si è laureato in scienze politiche ed economia nel 1928. Dal 1928 al 1929 ha completato il servizio militare obbligatorio nei Corpi di Segnale e ha continuato fino a diventare un tenente di Riserva. Erlander era membro della redazione dell'enciclopedia Svensk Upplagsbok dal 1929 al 1938.
Erlander è stato eletto al Consiglio Comunale di Lund nel 1930 e divenne un membro del parlamento nel 1932, ed è stato nominato segretario di Stato nel ministero per la salute e degli affari sociali nel 1938. in qualità di Segretario di Stato presso il Ministero degli affari sociali, Erlander è stato uno dei funzionari più anziani responsabile dello stabilimento dei campi di internamento in Svezia durante la seconda guerra mondiale. Durante la seconda guerra mondiale nei campi, vennero tenuti segreti al pubblico svedese, le persone provenienti da varie minoranze etniche e dissidenti politici che sono stati internati, soprattutto comunisti e simpatizzanti dell'Unione Sovietica.
Nel 1942, il segretario di Stato Erlander, insieme con l'allora Ministro degli affari sociali Gustav Moller ha avviato una registrazione a livello nazionale dei Romanisæl, un ramo del popolo rom che è stato residente in Svezia per 500 anni. In Norvegia, elenchi analoghi sono stati stabiliti e sono stati consegnati ai nazisti durante la occupazione tedesca della Norvegia.
Ebbe due figli, tra cui il matematico Sven Erlander.

### Premiership
Erlander salì al governo nel 1944 come Ministro senza portafoglio, incarico che mantenne fino all'anno successivo, quando divenne ministro dell'istruzione. Quando il primo ministro Per Albin Hansson morì improvvisamente nel 1946, inaspettatamente Erlander fu scelto come successore e successivamente divenne il leader del partito.
Mantenendo la posizione dei socialdemocratici ad una potente opposizione del liberale Bertil Ohlin nella sua prima elezione, ha poi formato una coalizione con la Lega degli agricoltori tra il 1951 e il 1957. La sua collaborazione con il leader del partito, Gunnar Hedlund (Ministro dell'interno nel governo di coalizione), è conosciuto per essere stato buono.
Durante il Governo Erlander, tra il 1946 e il 1947 sono stati emanati i pilastri centrali dello stato sociale svedese, un periodo noto come "Harvest Time". Nel 1946 e 1947 sono state emanate le tre grandi riforme che hanno introdotto una pensione di base, assegni familiari e prestazioni in denaro di malattia. È stato istituito il Consiglio abitativo, autorità centrale nel fornire prestiti agevolati e nella regolamentazione delle locazioni, mentre il Consiglio nazionale del mercato del lavoro fu istituito per coordinare gli uffici di collocamento locali e supervisionare i fondi di assicurazione e disoccupazione, sovvenzionati e controllati dallo stato. Nel 1947 è stata effettuata una riforma fiscale: riduzione delle imposte sui redditi minori, introduzione della tassa di successione, e aumento dell'aliquota fiscale marginale per le fasce di reddito superiori.
Nel 1948 fu destinato un assegno a chi avesse almeno un figlio di età inferiore ai 16 anni. Nel 1947 vennero introdotti gli assegni di alloggio per le famiglie con bambini; nel 1954, gli assegni di alloggio per i pensionati. Nel 1960 è stato abolito l'esame dei redditi per la pensione dei bambini. Nel 1950, è stato stabilito un periodo sperimentale di dieci anni in cui realizzare un ciclo scolastico obbligatorio di nove anni.